# 大阪府医師会
一般社団法人大阪府医師会（おおさかふいしかい、英文名称：Osaka Medical Association）は、大阪府の医師を会員とする法人。保健医療センターを運営している。なお、大阪府医師会看護専門学校も運営していたが、令和4年3月末をもって閉校した。

## 本部所在地
- 大阪府大阪市天王寺区上本町2丁目1番22号

## 役員
- 会長　高井康之（令和4年8月就任）

## 地区医師会
- 旭区医師会
- 阿倍野区医師会
- 池田市医師会
- 生野区医師会
- 泉大津市医師会
- 泉佐野泉南医師会
- 和泉市医師会
- 茨木市医師会
- 大阪狭山市医師会
- 大阪市大淀医師会
- 大阪市東医師会
- 貝塚市医師会
- 交野市医師会
- 門真市医師会
- 河内医師会
- 河内長野市医師会
- 北区医師会
- 岸和田市医師会
- 此花区医師会
- 堺市医師会
- 城東区医師会
- 住之江区医師会
- 住吉区医師会
- 摂津市医師会
- 大正区医師会
- 大東・四條畷医師会
- 高石市医師会
- 高槻市医師会
- 鶴見区医師会
- 天王寺区医師会
- 豊中市医師会
- 富田林医師会
- 浪速区医師会
- 西区医師会
- 西成区医師会
- 西淀川区医師会
- 寝屋川市医師会
- 羽曳野市医師会
- 東住吉区医師会
- 東成区医師会
- 東淀川区医師会
- 枚方市医師会
- 平野区医師会
- 藤井寺市医師会
- 布施医師会
- 福島区医師会
- 松原市医師会
- 港区医師会
- 南医師会
- 箕面市医師会
- 都島区医師会
- 守口市医師会
- 八尾市医師会
- 淀川区医師会
- 阪大医師会
- 大阪市大医師会
- 大阪医薬大医師会
- 関西医大医師会
- 近大医師会
- 大阪府庁医師会
- 大阪市役所医師会